# São Sebastião da Pedreira
São Sebastião da Pedreira és una part de la ciutat i antiga freguesia portuguesa del municipi de Lisboa, amb 1.08 km² d'àrea i 6.342 habitants (2011). Densitat: 5.872,2 hab/km². Va ser fundada el 1608, per segregació de la freguesia de Santa Justa. El 1959, va veure el seu territori disminuir, a causa de la creació de la freguesia de La nostra Senyora de Fátima.
Com conseqüència de la nova reorganització administrativa, oficialitzada a 8 de novembre de 2012 i que va entrar en vigor després de les eleccions municipals de 2013, va ser determinada l'extinció de la freguesia, passant el seu territori íntegrament per la nova freguesia de les Avinidas Novas, corresponent aquesta última, amb molt poques diferències, a la configuració de la freguesia de São Sebastião da Pedreira anterior al 1959.
Durant diverses dècades, va ser la freguesia amb major número de naixements en tota l'àrea metropolitana de Lisboa, per situar-se en ella la Maternitat Alfredo de la Costa.

## Població
| Població de la freguesia de São Sebastião da Pedreira | Població de la freguesia de São Sebastião da Pedreira | Població de la freguesia de São Sebastião da Pedreira | Població de la freguesia de São Sebastião da Pedreira | Població de la freguesia de São Sebastião da Pedreira | Població de la freguesia de São Sebastião da Pedreira | Població de la freguesia de São Sebastião da Pedreira | Població de la freguesia de São Sebastião da Pedreira | Població de la freguesia de São Sebastião da Pedreira | Població de la freguesia de São Sebastião da Pedreira | Població de la freguesia de São Sebastião da Pedreira | Població de la freguesia de São Sebastião da Pedreira | Població de la freguesia de São Sebastião da Pedreira | Població de la freguesia de São Sebastião da Pedreira | Població de la freguesia de São Sebastião da Pedreira |
| ----------------------------------------------------- | ----------------------------------------------------- | ----------------------------------------------------- | ----------------------------------------------------- | ----------------------------------------------------- | ----------------------------------------------------- | ----------------------------------------------------- | ----------------------------------------------------- | ----------------------------------------------------- | ----------------------------------------------------- | ----------------------------------------------------- | ----------------------------------------------------- | ----------------------------------------------------- | ----------------------------------------------------- | ----------------------------------------------------- |
| 1864                                                  | 1878                                                  | 1890                                                  | 1900                                                  | 1911                                                  | 1920                                                  | 1930                                                  | 1940                                                  | 1950                                                  | 1960                                                  | 1970                                                  | 1981                                                  | 1991                                                  | 2001                                                  | 2011                                                  |
| 3 662                                                 | 4 928                                                 | 7 819                                                 | 11 907                                                | 22 675                                                | 38 829                                                | 61 088                                                | 78 838                                                | 86 584                                                | 17 259                                                | 13 514                                                | 11 904                                                | 7 842                                                 | 5 871                                                 | 6 342                                                 |

Al cens de 1864 es designava São sebastião da Pedreira (extra-murs) en l'extint municipi de Belém i São sebastião da Pedreira (intra-murs) al municipi de Lisboa (Bairro Alto).

## Patrimoni
- Conjunt d'edificis en el Largo de São Sebastião da Pedreira
- Edifici a la Plaça Duque de Saldanha n.º 28-30 i Avinguda de la República, n.º 1
- Casa d'Artur Prat
- Casa-Museu Dr. Anastácio Gonçalves (o Casa de Malhoa)
- Maternitat Alfredo de la Costa
- Església Matriu de São Sebastião da Pedreira
- Palau Mendonça (o Casa Ventura Terra)
- Palau dels Guedes Quinhones
- Palau de Vilalva
- Hotel Ritz, incloent el patrimoni integrat
- Bairro Azul